# 矢板北パーキングエリア
矢板北パーキングエリア（やいたきたパーキングエリア）は、栃木県矢板市にある東北自動車道のパーキングエリア (PA)。矢板北スマートインターチェンジを併設する。

## 施設

### 上り線（宇都宮・東京方面）
出典：
- 管理：ネクスコ東日本エリアトラクト[2]
- 運営：ネクスコ東日本リテイル
- 駐車場
  - 大型：21台
  - 小型：46台
  - 身障者用
    - 小型：1台
- トイレ
  - 男性：大4（和式0・洋式4）・小3
    - オストメイト対応設備設置[3]。

  - 女性：9（和式0・洋式9）
    - オストメイト対応設備設置[3]。

  - 身障者用：1
- フードコート (8:00 - 20:00)
- ショッピングコーナー (8:00 - 20:00)
- 自動販売機（24時間）
- E-NEXCO Wi-Fi SPOT
- 喫煙所
- 自動体外式除細動器 (AED)
- スマートIC（入口利用の場合すべての施設利用不可、出口利用の場合すべての施設利用可）
- 一般道からの出入口（ウォークインゲート）
- ハイウェイスタンプ（24時間）

### 下り線（福島・仙台方面）
出典：
- 管理：ネクスコ東日本エリアトラクト[2]
- 運営：ネクスコ東日本リテイル
- 駐車場
  - 大型：18台
  - 小型：34台
  - 身障者用
    - 小型：1台
- トイレ
  - 男性：大4（和式0・洋式4）・小4
    - オストメイト対応設備設置[3]。

  - 女性：13（和式1・洋式12）
    - オストメイト対応設備設置[3]。

  - 身障者用：1
- フードコート (7:30 - 19:30)
- ショッピングコーナー (7:30 - 19:30)
- 自動販売機（24時間）
- E-NEXCO Wi-Fi SPOT
- 喫煙所
- 自動体外式除細動器 (AED)
- スマートIC（入口利用の場合すべての施設利用不可、出口利用の場合すべての施設利用可）
- 一般道からの出入口（ウォークインゲート）
- ハイウェイスタンプ（24時間）

## 矢板北スマートインターチェンジ

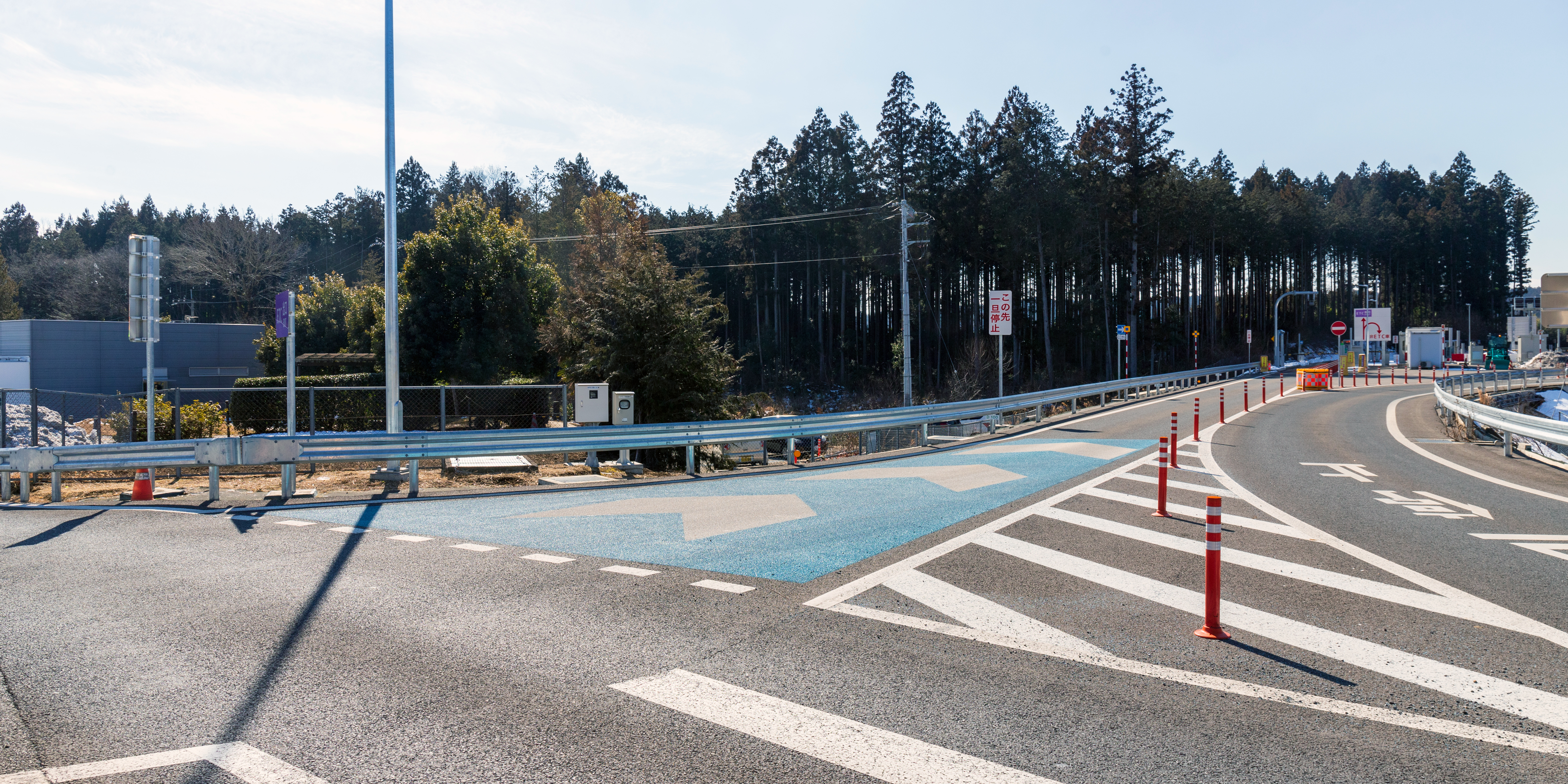
下り線SIC出口（左手がPA施設）

矢板北スマートインターチェンジ（やいたきたスマートインターチェンジ）は、矢板北パーキングエリアに併設のスマートインターチェンジ (SIC) である。
利用可能車種はETC搭載の全車種で、24時間運用。上下線ともに出入可となっている。

### 接続する道路
- E4 東北自動車道（11-1番）
- 栃木県道272号県民の森矢板線

### 歴史
- 2016年（平成28年）5月27日：国土交通省より連結許可[6]。
- 2020年（令和2年）10月23日：名称が「矢板北スマートインターチェンジ」に正式決定[7]。
- 2021年（令和3年）3月28日：供用開始[5]。

## 隣
E4 東北自動車道
(11) 矢板IC - (11-1) 矢板北PA/SIC - (12) 西那須野塩原IC